# Nordhäuser Kreuz

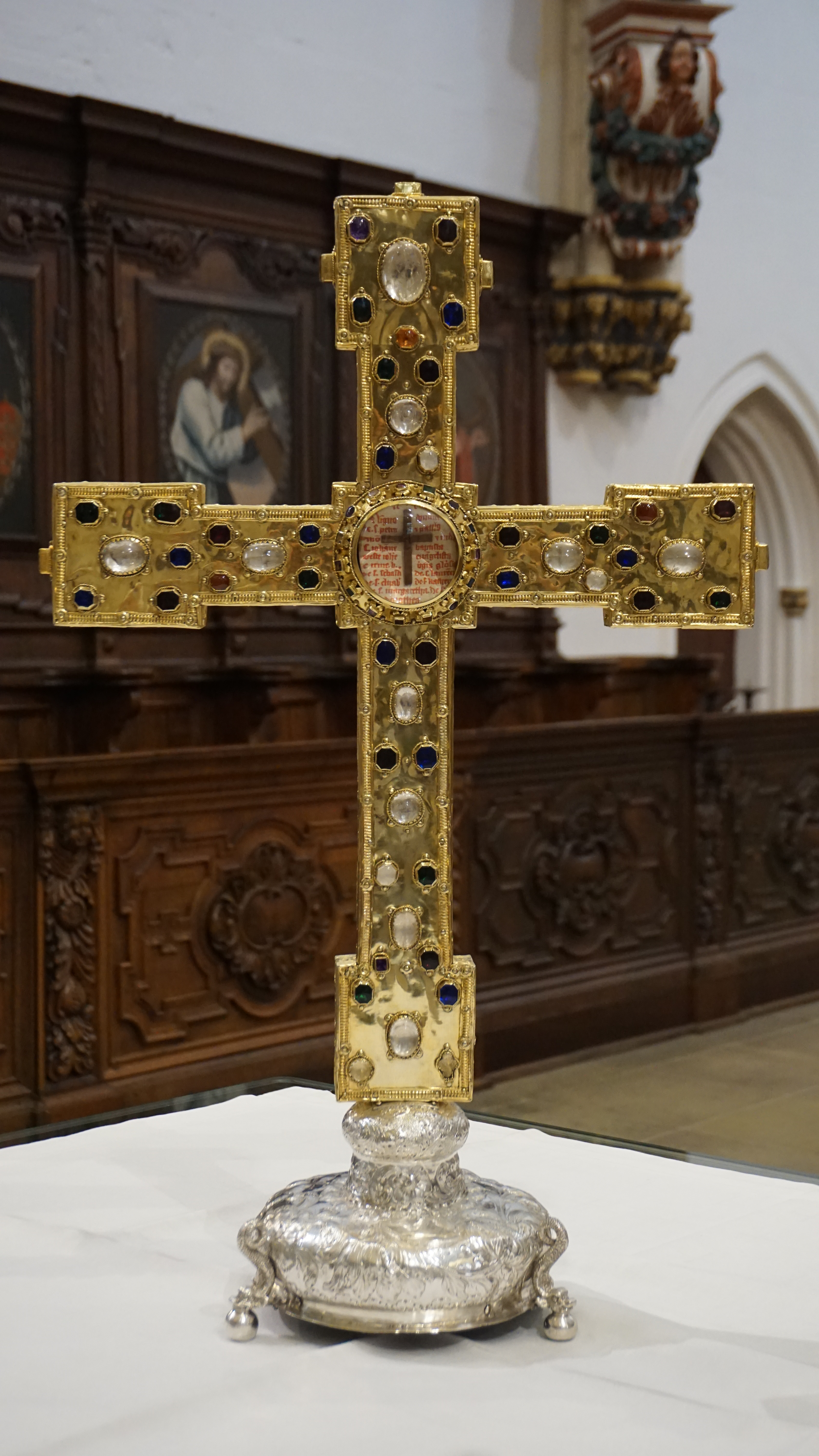
„Nordhäuser Kreuz“ Vorderseite mit Kreuzreliquie und Edelsteinen auf barockem Standfuß

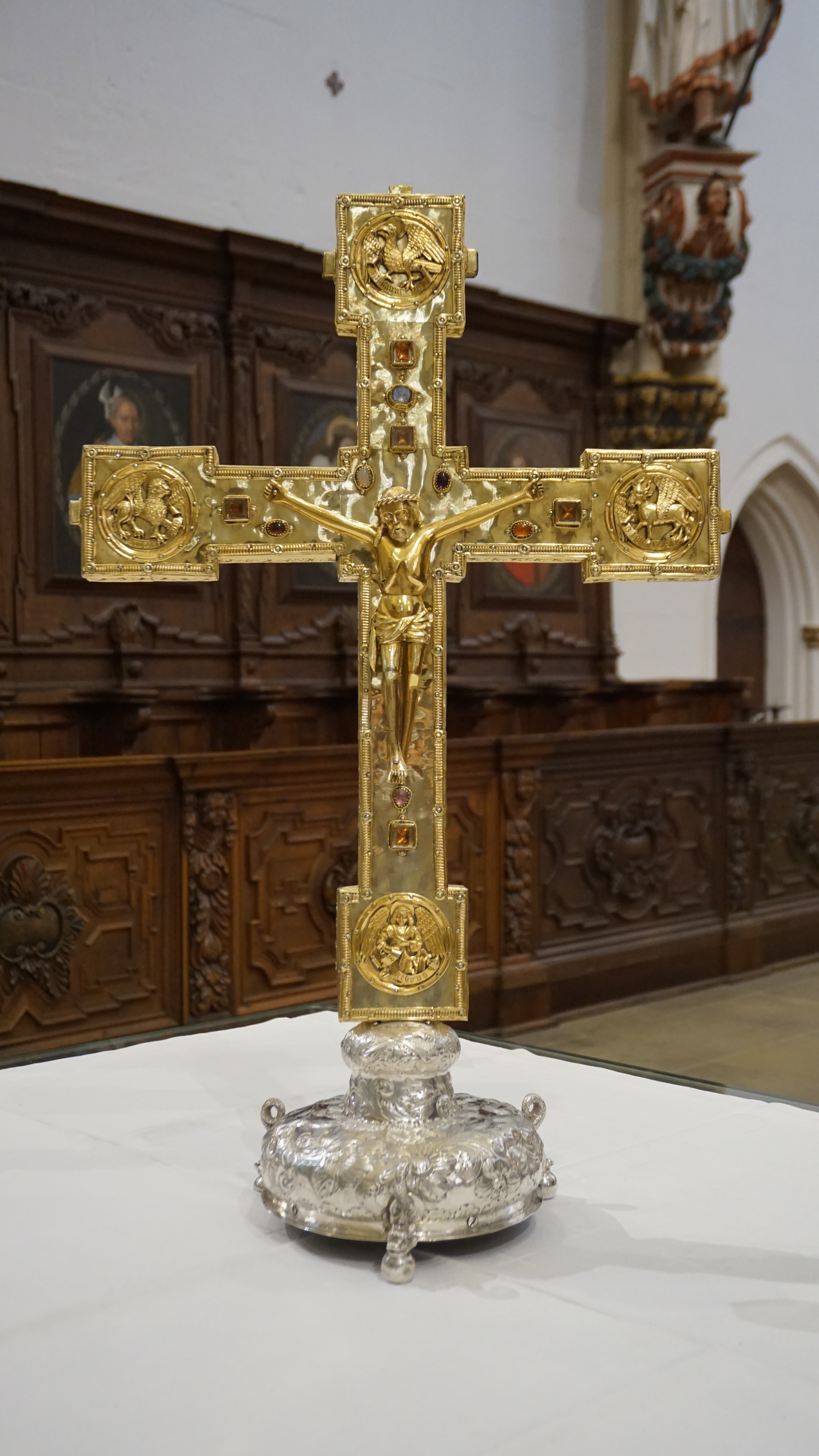
„Nordhäuser Kreuz“ Rückseite mit Corpus und den Symbolen der vier Evangelisten

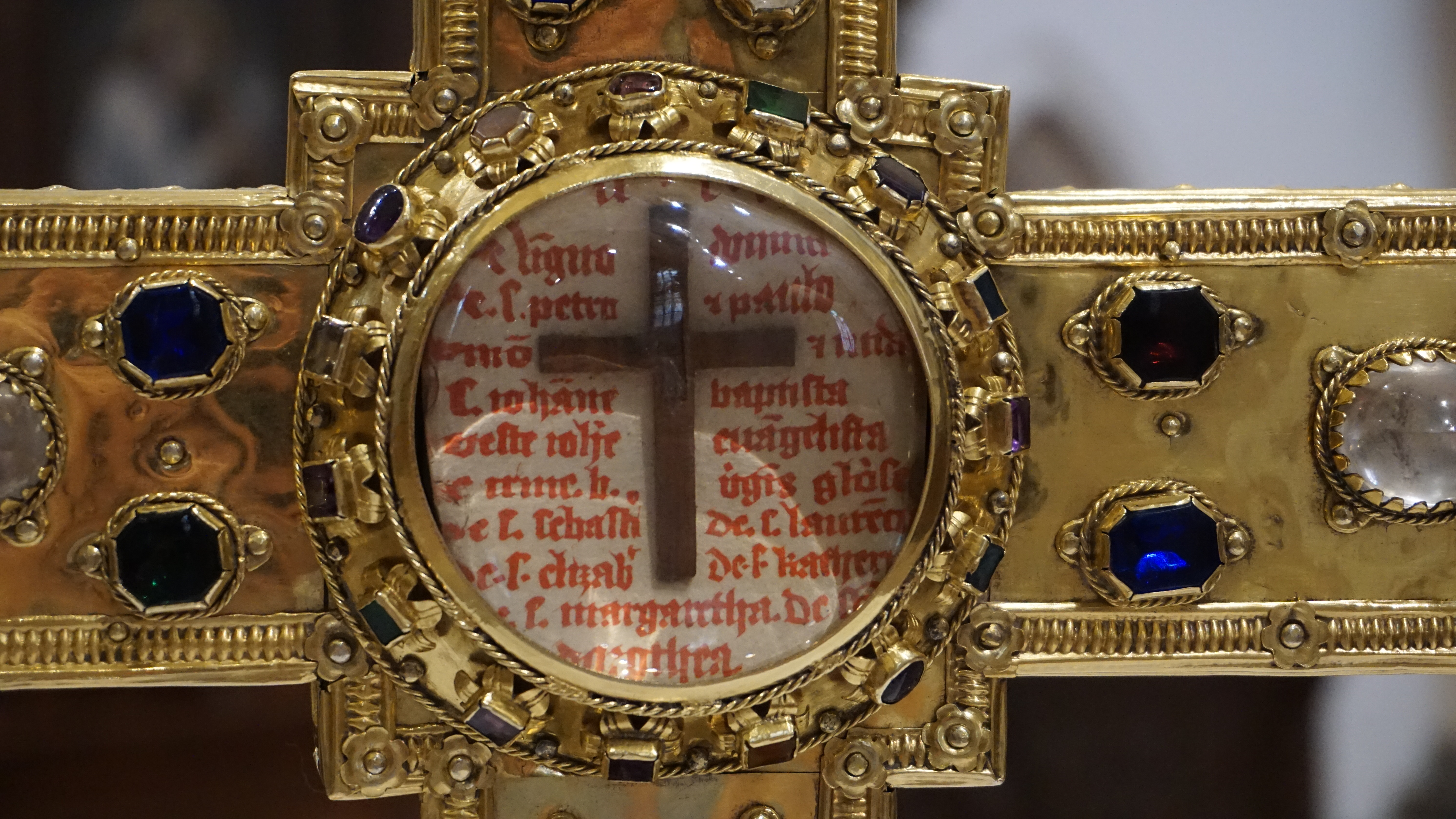
Kreuzreliquie im „Nordhäuser Kreuz“

Das Nordhäuser Kreuz ist ein romanisches Prunkkreuz aus Nordhausen, das seit 1675 Eigentum der Pfarrei St. Cyriakus in Duderstadt ist.

## Geschichte
Das „Nordhäuser Kreuz“ entstand als Reliquiar für eine Kreuzreliquie, die Kaiser Otto III. um 1000 dem Frauenstift Nordhausen, einer Gründung seiner Urgroßmutter Mathilde, geschenkt hatte. Die Stiftskirche, nun unter dem Patrozinium Zum heiligen Kreuz, war seitdem Wallfahrtsort.
Das Nordhäuser Kreuzstift, seit 1220 ein Chorherrenstift und seit der Reformation eine katholische Insel in der lutherischen Reichsstadt, erholte sich nur schwer von den Folgen des Dreißigjährigen Kriegs. Da auch die Wallfahrt zum Erliegen gekommen war, wurde das Nordhäuser Kreuz 1675 ins kurmainzische Duderstadt verkauft. Der Nordhäuser Dom erhielt anlässlich des tausendjährigen Stadtjubiläums 1927 vom Berliner Apostolischen Nuntius Eugenio Pacelli eine neue Kreuzreliquie mit Reliquiar.
Das „Nordhäuser Kreuz“ ist Teil des Kirchenschatzes der Basilika und Propsteikirche St. Cyriakus. Es wird bis heute am Fest Kreuzerhöhung sowie zu besonderen Anlässen in der Liturgie verwendet. Zum Tag des offenen Denkmals 2008 war es als Leihgabe wieder in Nordhausen ausgestellt. 2019 erfolgte eine umfassende Restaurierung des Kreuzes.

## Beschreibung
Das „Nordhäuser Kreuz“ ist ein Gemmenkreuz. Die Enden der Kreuzarme sind nach Art des Bernwardskreuzes rechteckig verbreitert. Der hölzerne Kern ist mit Goldblech verkleidet und symmetrisch mit verschiedenfarbigen Gemmen besetzt. Den Rand umzieht Filigranarbeit. Mitte und Herzstück ist eine kreisrunde, filigranumzogene Aussparung, in der unter einem geschliffenen Bergkristall die Kreuzpartikeln mit einer Beischrift zu sehen sind. Die wohl später umgestaltete Rückseite zeigt zentral einen Gekreuzigten, die verbreiterten Kreuzenden zieren die Symbole der vier Evangelisten.

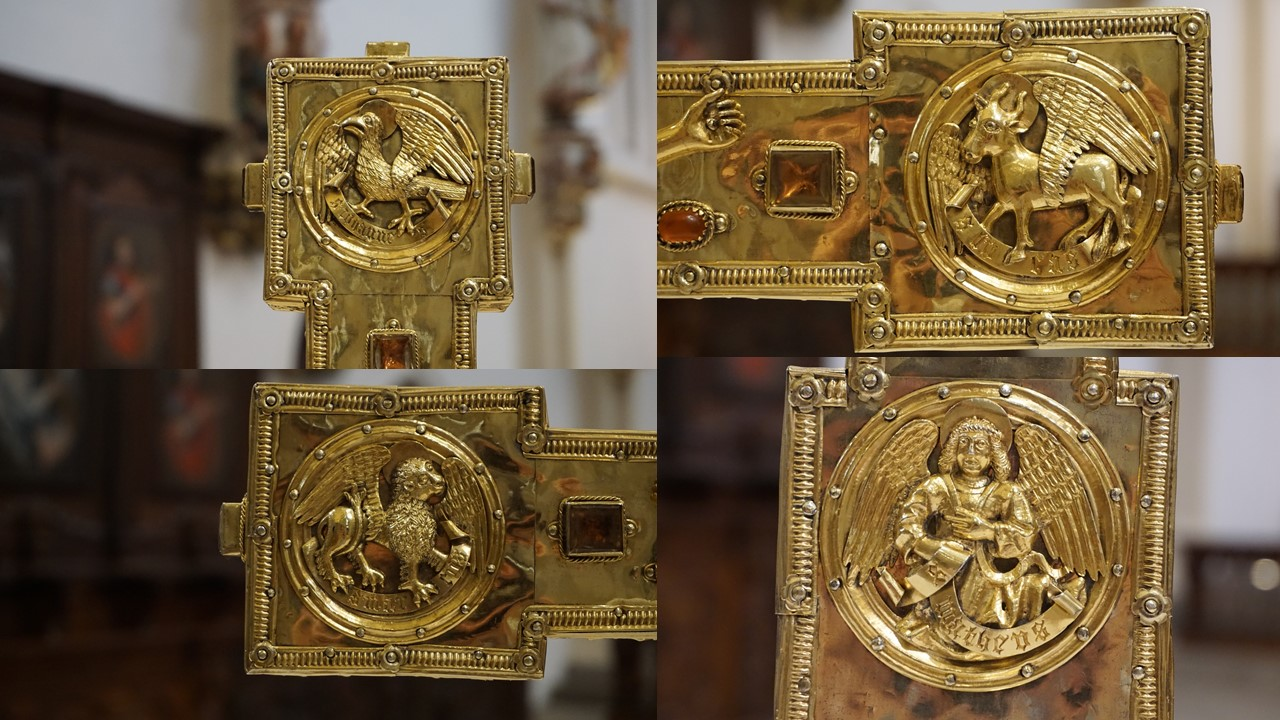
Die Symbole der vier Evangelisten auf der Rückseite des „Nordhäuser Kreuzes“

Auf der 1496 gegossenen großen Glocke des Nordhäuser Doms ist das Kreuz als Glockenritzzeichnung mit dem mittelalterlichen Fuß dargestellt. Der heutige silberne Fuß des Kreuzes ist eine barocke Ergänzung.